# Aliprando Caprioli
Aliprando Caprioli (Trento, ... – ...; fl. XVI secolo) è stato un incisore italiano.

## Biografia
Del personaggio non è noto alcun dettaglio bibliografico se non la provenienza dalla città di Trento, dall'aggettivo "Tridentinus" con cui firmava le proprie opere. Sono invece noti gli anni di lavoro presso Roma tra il 1575 e il 1599, probabilmente introdotto nell'ambiente dalla famiglia nobiliare trentina dei Madruzzo.
Dall'analisi del suo stile si pensa fu allievo dell'incisore fiammingo Cornelio Cort: fu attivo esclusivamente in questo settore, e la sua principale attività fu riprodurre celebri quadri, tra cui l'Ultima cena da Tiziano e le Nozze di Cana da Taddeo Zuccari. Tra le sue opere successiva si trova una delle sue incisioni più famose, Vita e miracoli di san Benedetto, ristampate varie volte ed usate come modello per gli intaglio del coro ligneo della chiesa di San Vittore al Corpo di Milano dall'architetto Vincenzo Seregni. Tuttavia l'opera più celebre ed impegnativa dell'incisore risale al 1596, con la serie dei Ritratti di cento capitani illustri.